# ريتشارد غرانت (مؤلف)
ريتشارد غرانت (بالإنجليزية: Richard Grant)‏ (1952)؛ روائي أمريكي.